# Tour 2014
Tour 2014 bylo koncertní turné českého zpěváka Karla Gotta, které se konalo v datech 27. října až 10. prosince 2014. Turné čítalo jedenáct halových koncertů po České republice a Slovensku, součástí turné byla i propagace nové desky Karla Gotta S pomocí přátel. Turné bylo zahájeno v Garmin Aréně v Žilině a zakončeno bylo dvěma koncerty v pražské O2 aréně. Turné navštívilo zhruba 98 tisíc diváků z celé střední Evropy, ale i z Ruska.
| Datum              | Město            | Stát      | Místo vystoupení             |
| ------------------ | ---------------- | --------- | ---------------------------- |
| 27. října 2014     | Žilina           | Slovensko | Garmin Aréna                 |
| 29. října 2014     | Bratislava       | Slovensko | Zimní stadión Ondreje Nepely |
| 31. října 2014     | Brezno           | Slovensko | Multifunkční hala            |
| 12. listopadu 2014 | Brno             | Česko     | Hala Rondo                   |
| 14. listopadu 2014 | České Budějovice | Česko     | Budvar Aréna                 |
| 19. listopadu 2014 | Plzeň            | Česko     | ČEZ Aréna                    |
| 22. listopadu 2014 | Pardubice        | Česko     | ČEZ Aréna                    |
| 24. listopadu 2014 | Třinec           | Česko     | WerkAréna                    |
| 27. listopadu 2014 | Liberec          | Česko     | Tipsport Aréna               |
| 6. listopadu 2014  | Praha            | Česko     | O2 aréna                     |
| 8. listopadu 2014  | Praha            | Česko     | O2 aréna                     |

## Seznam písní na koncertech
1. „Hudba se mnou vchází“
2. „Víc“
3. „Party“
4. „Zdvořilý Woody“
5. „Být stále mlád“
6. „La Danza“
7. „Svět je báječnej kout“
8. „Chraň bůh“
9. „Jdi za štěstím“
10. „Krev toulavá“
11. „Zloděj dobytka“
12. „Cesta rájem“
13. „El Condor Pasa“
14. „Dám dělovou ránu“
15. „Kávu si osladím“
16. „Nestarej se kamaráde“
17. „Pábitelé“
18. „Žádám víc“
19. „Noční král“
20. „V pravou chvíli řekni stop“
21. „Cestu znám jen já“
22. „Kdepak ty ptáčku hnízdo máš?“
23. „Pračná cestička“
24. „To musím zvládnout sám“
25. „Chci tě“
26. „Tak pojď se mnou“
27. „Chci zpátky dát čas“
28. „Když jsem já byl tenkrát kluk“
29. „Léta prázdnin“
30. „Když milenky pláčou“
31. „Má první láska se dnes vdává“
32. „C'est la vie“
33. „Beatles“
34. „Zůstanu svůj“
35. „Lady Carneval“
36. „Odcházím s vírou“
37. „Ráno jedu dál“